# Brokenhearted
"Brokenhearted" är en R&B-ballad framförd av den amerikanska sångerskan Brandy. Låten skrevs och producerades av Keith Crouch och Kipper Jones till sångerskans första studioalbum, Brandy (1994). En remix-duett av låten, producerad av duon Soulshock & Karlin, med Boyz II Men-sångaren Wanya Morris släpptes som albumets fjärde och sista singel i augusti 1995. "Brokenhearted" nådde som bäst plats nio på Billboard Hot 100, vilket blev Brandys tredje nationella topp 10-hit. Låten har även samplats i Fabolous "Makin' Love" från hans album Loso's Way (2009).

## Inspelning
Albumversionen av "Brokenhearted" spelades in i en enda tagning, Brandy kom ihåg i en intervju under marknadsföringen av The Best of Brandy (2005): "Det finns en rolig berättelse om den låten! Jag ville jättegärna gå till nöjesparken 'Six Flags' men producenterna sa; 'bara om du gör klart inspelningen!' Jag sjöng för glatta livet, för jag ville ju så gärna gå till 'Six Flags', man kan verkligen höra passionen i min röst".
Idén om en duett föreslogs när Wanya Morris och Brandy satt på samma flygplan. Wanya lyssnade på "Brokenhearted" och utbrast: "Vi borde verkligen göra en duett av låten!", berättade Wanya för MTV News följande år.

## Musikvideo
Musikvideon för låten spelades in i Oheka Castle utanför New York och regisserades av Hype Williams. Williams valde platsen då ägaren tillät att de förstörde golven och väggarna med vatten och färg för att skapa rätt miljö för videon. "I grund och botten är det en dröm. För det är, såklart, inte verklighet", berättade Brandy förtjust för MTV under filmandet. "Jag har inte råd att köpa ett slott än, så det känns som om jag skulle ha somnat och drömmer detta; att göra en duett med Wanya, i det här stora slottet, bärande dessa vuxna kläder, Whitney Houston-kläder." Skådespelaren Donald Faison gör ett gästframträdande i videon.

## Format och låtlistor
Maxisingel-CD
1. "Brokenhearted" (LP Mix)
2. "Brokenhearted" (Soul Power Groove Mix)
3. "Brokenhearted" (UniFied Remix)
4. "Brokenhearted" (Tumble Bumble Mix)

CD-singel
1. "Brokenhearted" (Soulpower Mix) – 4:49
2. "Brokenhearted" (Soulpower Groove Mix) – 4:47
3. "Brokenhearted" (Acoustic Mix) – 5:18
4. "Brokenhearted" (LP Version) – 5:52

## Listplaceringar
| Lista (1995)                                | Topposition |
| ------------------------------------------- | ----------- |
| Nya Zeelands RIANZ singellista              | 6           |
| Amerikanska Billboard Hot 100               | 9           |
| Amerikanska Billboard Hot Dance Music Sales | 11          |
| Amerikanska Billboard Hot R&B Singles       | 2           |